# Heinrich Funk (Komponist)

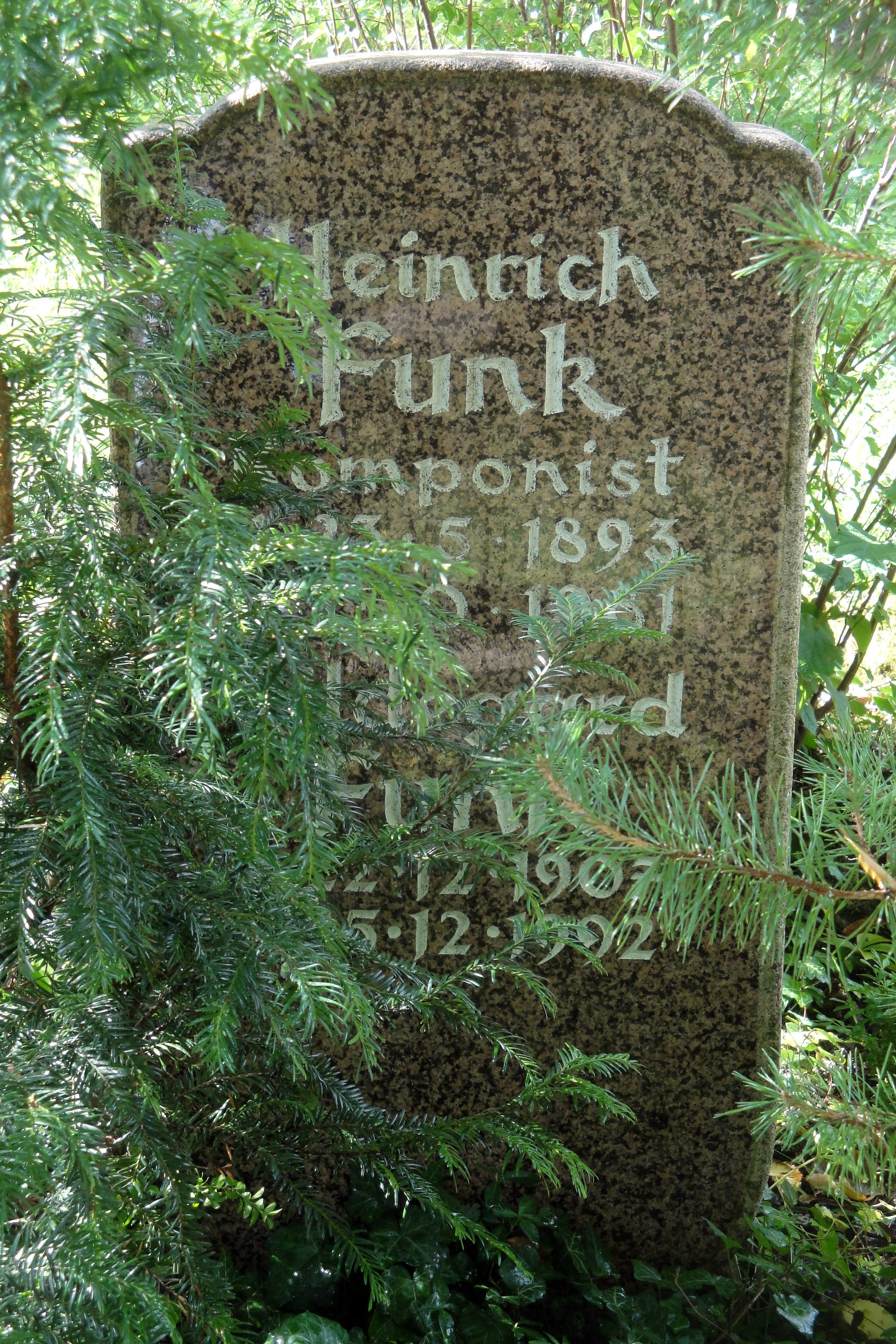
Grab von Heinrich Funk auf dem Nordfriedhof in Jena

Heinrich Robert August Albin Funk (* 23. Mai 1893 in Meiningen; † 1. Oktober 1981 in Jena) war ein deutscher Musiklehrer und Komponist. Er gab Klavierunterricht und unterrichtete Harmonielehre und Kontrapunkt.

## Wirken
Heinrich Funk studierte zunächst klassische Philologie. Ab 1920 lebte er in Jena. Von 1951 bis 1955 war er Lehrer an der am 1. April 1948 gegründeten Städtischen Musikschule der Universitätsstadt Jena (im umgebauten Stadttheater), ab 1951 an der Jenaer Volksmusikschule (hervorgegangen aus dem von 1913 bis 1944 bestehenden Konservatorium der Musik, heute: Musik- und Kunst-Schule Jena).
1951 war er Gründungsmitglied des „Verbandes Deutscher Komponisten und Musikwissenschaftler“ (VDK), ab 1973 Verband der Komponisten und Musikwissenschaftler der DDR (VKM). Am Abend des 23. Dezembers 1954 wurde sein Weihnachtssingspiel im Rundfunksender Berlin I übertragen. 1958 arbeitete er an der Chorkantate Auf Ferienfahrt, der Text stammte von Rudolf Dölle aus Weimar. In den 1960er/1970er-Jahren besuchte er das Festival zeitgenössischer Musik „Warschauer Herbst“ (Warszawska Jesień, seit 1956 über 8 Tage Ende September). 1962 bis 1988 war er Vorsitzender der Gewerkschaftsgruppe der freischaffenden Musikerzieher in Jena. Am 25. Mai 1968 gab es ein Festkonzert zu seinem 75. Geburtstag im Kleinen Volkshaussaal. 1970 schuf er das Auftragswerk Passacaglia und Variationen über ein altes Trinklied für die Jenaer Philharmonie.
Heinrich Funk schrieb darüber hinaus als Kritiker für das Jenaer Volksblatt und bis 1944 für die Thüringer Allgemeine Zeitung. Er vermachte sein Vermögen der damaligen Volksmusikschule Jena. Unterlagen aus dem Nachlass von Funk befinden sich im Stadtarchiv Jena.

## Darstellung Funks in der bildenden Kunst der DDR
- Gerlinde Böhnisch-Metzmacher: Porträt Heinrich Funks (1976, Bleistiftzeichnung, 40 × 28,7 cm; Städtische Museen Jena)

## Werke (Auswahl)
Funk komponierte zahlreiche Chor- und Kinderlieder, beispielsweise:
- Ja grün ist die Heide. Acht Lieder, Text Hermann Löns

Lieder für hohe oder Mittelstimme mit Klavierbegleitung:
- Wildrosen, Text A. Frey
- Am Schlehdorn, Text F. Evers
- Vom Küssen, Text A. Ritter
- Mädchenlied, Text Otto Julius Bierbaum
- Kehraus-Walzer, Volkslied
- Kinderlied, Text Alexander Seidel
- Elisabeth, Text Theodor Storm
- Sechs Klavierstücke: 1. Menuett, 2. Capriccio, 3. Humoreske, 4. Träumerei, 5. Bitte, 6. Liebeslied
- Zwei geistliche Lieder für gemischten Chor:
  - Morgenlied Früh am Morgen Jesus gehet..., Dichter unbekannt
  - Mondnacht „In stiller Nacht gar leis und sacht...“, Text G. Weitbrecht
- Im Nebel, Text Hermann Hesse
- Einsam, Text Gustav Schüler
- Keusche Liebe, Text Gustav Falke
- Du bist die Sonne, Text Cäsar Flaischlen
- Ein Sonntag, Text Cäsar Flaischlen
- Erdgeist, Text Frank Wedekind
- Lebensläufe, Text G. Falke
- Unter blühenden Linden, Text A. Ritter
- Lied eines fahrenden Schülers, Text Emanuel Geibel
- Maikaterlied, Text O. J. Bierbaum
- Melodram Die Braut, Text Agnes Miegel
- Zyklus Die Lieder für Hanna
- Weihnachtssingspiel[2]